# La valse
La valse, poème chorégraphique pour orchestre (poema coreografico per orchestra) Op. 72, è una composizione scritta da Maurice Ravel tra febbraio 1919 e il 1920; fu eseguita per la prima volta il 12 dicembre 1920 a Parigi diretta da Camille Chevillard. Concepito come un balletto, ora viene eseguito più spesso come un brano da concerto.

## Storia
L'idea di scrivere una partitura su un grande valzer venne in mente a Ravel già nel 1906 e nel mese di febbraio scrisse infatti all'amico Jean Marnold: "Quello che intraprendo ora non è raffinato: un grande valzer, una sorta di omaggio alla memoria del grande Strauss, non Richard, l'altro, Johann. Conoscete la mia intensa simpatia per questi ritmi adorabili e quanto io stimi la gioia di vivere espressa dalla danza". Dopo poco tempo il progetto iniziò a prendere forma nella mente del musicista, pensò così di scrivere una sorta di apoteosi del valzer, un poema sinfonico intitolato Wien e di dedicarlo a Misia Sert, sua amica e sostenitrice. Altri impegni già presi in precedenza lo obbligarono però a mettere da parte la sua idea fino al 1914 quando, riprendendo i suoi appunti, abbozzò in parte la partitura.
Nel 1909 Sergej Djagilev aveva commissionato a Ravel un balletto, Daphnis et Chloé per la sua compagnia, i Balletti russi, ma avendo idee piuttosto diverse sul teatro e sulla danza, i due non ebbero mai un buon accordo e nacquero così diverse incomprensioni; Djagilev in particolare riteneva che la musica di Ravel non avesse tutte le caratteristiche adatte al balletto. Nonostante tutto l'impresario e il musicista continuarono a collaborare. Nel 1919 Djagilev invitò Ravel a scrivere un poema coreografico adatto per la realizzazione di un balletto; il compositore colse l'occasione per riprendere il suo vecchio progetto sul valzer e, per lavorare tranquillamente, si ritirò in solitudine a Lapras nell'Ardèche in una casa di campagna messagli a disposizione da Ferdinand Hérold, suo buon amico. Qui, fra il mese di dicembre 1919 e l'aprile 1920, terminò la composizione rielaborando completamente la sua idea di Wien in quello che divenne La valse; a febbraio completò la parte per pianoforte, a marzo quella per due pianoforti e in aprile portò a termine quella per orchestra scrivendo anche l'orchestrazione.
Nella produzione compositiva di Ravel, precursori di La valse erano stati i Valses nobles et sentimentales del 1911, che contenevano un'idea che il musicista riutilizzò nell'opera successiva. Il lavoro di Ravel, nonostante i presupposti, non fu prodotto inizialmente come balletto. Djagilev ascoltò la composizione in una versione per due pianoforti eseguita dall'autore e da Marcelle Meyer alla presenza di Stravinskij e del coreografo Serge Lifar L'impresario, dopo l'audizione, dichiarò che La valse era certamente un capolavoro, ma non poteva assolutamente essere utilizzata per un balletto; secondo Lifar per Djagilev la partitura di Ravel paralizzava ogni possibilità di realizzare una coreografia. Ravel, ferito dal commento, interruppe ogni relazione con l'impresario. La valse divenne presto un lavoro popolare in sede di concerto e quando i due uomini si incontrarono di nuovo, nel 1925, Ravel si rifiutò di stringere la mano di Diaghilev. L'impresario sfidò Ravel a duello, ma gli amici convinsero Diaghilev a ritrattare. I due uomini non si incontrarono mai più.
La composizione venne eseguita pubblicamente per la prima volta nella versione per due pianoforti il 23 ottobre 1920 a Vienna con lo stesso Ravel e Alfredo Casella come interpreti; la versione orchestrale ebbe invece una prima esecuzione a Parigi il 12 dicembre 1920 al Théâtre du Châtelet con l'Orchestre Lamoureux diretta da Camille Chevillard.

## Analisi
La valse è strutturata in due ampie parti che passano dal pianissimo al fortissimo; i motivi di valzer si susseguono con gli aspetti più diversi, passando anche da una tonalità all'altra
Il brano inizia tranquillamente in pianissimo con un brusio che è reso dal tremolo dei contrabbassi; quasi silenziosamente e gradualmente, dopo quattro battute, si sente chiaramente un pizzicato che viene ripetuto creando una base ritmica. Gli strumenti suonano melodie frammentate, si uniscono i violoncelli e le arpe e infine i fagotti che accennano una melodia sommessa che, seppure sia in 3/4, non è ancora un valzer. La materia sonora si forma poco a poco ed è come partecipare a un evento: la nascita del valzer. Finalmente l'introduzione delle viole dà vita a un primo tema di danza. Dopo incertezze date dal tremolo degli archi e dall'intervento dei flauti, il primo tema di valzer si apre elegantemente. I violini introducono poi una seconda melodia più seducente della prima; coinvolgendo tutta l'orchestra il tema di valzer giunge al suo culmine con un grande crescendo.
Segue una serie di valzer, almeno sette, ognuno con il proprio carattere, alternando sequenze più incisive e altre più pacate.
- Un altro tema si apre con le variazioni dell'oboe, dei violini e dei flauti, lievi, inizialmente caute ma comunque dolci ed eleganti.
- Con l'intervento pesante degli ottoni e dei timpani inizia la successiva melodia vivace e fastosa. Il motivo di valzer è cantato dai violini, sottolineato dal suono dei piatti che si urtano e dagli ottoni che squillano enfaticamente.
- Successivamente i violini conducono una melodia tenera, accompagnata dal brusio insistente dei violoncelli e dei clarinetti. Il tema scompare e torna ancora una volta con melodiose variazioni accompagnato dagli ottoni.
- Fa il suo ingresso un episodio piuttosto mosso, con i violini che suonano in modo drammatico, accompagnato dalle improvvise impennate dei legni. Le nacchere e il pizzicato degli archi si aggiungono al carattere di un pezzo piuttosto irregolare che finisce comunque dolcemente accompagnato dal borbottio dei fagotti.
- Il brano successivo ripropone melodie precedenti prima che inizi una melodia coinvolgente e dolce dei violini. Il glissando caratterizza questa parte della partitura. Il suono delicato dei violini è accompagnato da ondeggianti cromatismi dei violoncelli e dal glissando delle arpe. La melodia è ancora una volta ripetuta dai legni. Sul finire la musica si avvia verso un momento culminante, quando viene improvvisamente interrotto dal suono dolce del flauto.
- Il flauto si espone quindi con una melodia piuttosto giocosa, ripetitiva, accompagnata dal glockenspiel e dal triangolo. Nella parte centrale i violini sembrano volersi esprimere apertamente mentre intervengono le arpe e risuonano i corni. Nel finale la musica tende ad aumentare fino al culmine, ma poi scende ancora una volta nella 'bruma' introduttiva.

Nella seconda metà del pezzo Ravel introduce una ricapitolazione dei motivi già espressi; ogni melodia della prima sezione viene reintrodotta, sebbene in modo diverso. L'autore ha modificato ogni motivo di valzer con modulazioni e strumentazioni inaspettate (quando normalmente dovrebbero suonere i flauti, ecco che vengono sostituiti dalle trombe). Mentre il tema di valzer inizia a girare inarrestabilmente, Ravel ci fa intendere di ascoltare quello che accade realmente in questo valzer piuttosto che darci una visione simbolica.
Ancora una volta il compositore interrompe lo slancio. Le melodie vengono recise, si infittisce e si complica l'aspetto ritmico del brano e il valzer sembra avanzare in modo distorto. È come se ne La valse l'autore riesca a descrivere "con scientifica precisione la dissoluzione di un organismo biologico o meccanico minato da un male o da un difetto incurabile". Inizia una sequenza lugubre che si trasforma gradualmente in una serie di ripetizioni sconcertanti. L'orchestra raggiunge la Coda come una danse macabre in cui la melodia sfatta nei suoi aspetti cromatici e con i glissandi dei tromboni assurge a una connotazione grottesca. Il lavoro termina con la penultima battuta dove le semiminime, non rispettando più il tempo di valzer, lo distruggono definitivamente.

## Opinioni critiche
L'opera è stata descritta come un tributo al valzer e il compositore George Benjamin, nella sua analisi di La valse, ha sintetizzato l'etica dell'opera: "Se sia o meno stato concepito come una metafora della difficile situazione della civiltà europea all'indomani della Grande Guerra, la sua struttura ad un movimento traccia la nascita, il decadimento e la rovina di un genere musicale: il valzer". Ravel, tuttavia, negò che fosse un riflesso dell'Europa post prima guerra mondiale, dicendo: "Mentre alcuni scoprono un tentativo di parodia, anzi di caricatura, altri vedono assolutamente in esso una tragica allusione, la fine del Secondo Impero, la situazione a Vienna dopo la guerra, ecc... Questa danza può sembrare tragica, come qualsiasi altra emozione... spinta all'estremo, ma si dovrebbe solo vedere in essa ciò che la musica esprime: una progressione crescente di sonorità, a cui il palcoscenico aggiunge luce e movimento". Dichiarò anche, nel 1922, che "Non ha nulla a che fare con la situazione attuale a Vienna e non ha alcun significato simbolico al riguardo. Nel corso di La Valse, non immaginavo una danza della morte o una lotta tra la vita e la morte. (L'anno dell'ambientazione coreografica, il 1855, ripudia tale supposizione)".
Vladimir Jankélévitch osservò nel 1939, poco dopo la morte del musicista: "Che divario con le Valses nobles et sentimentales che portano la firma di un musicista che voleva affermarsi ostentando di essere frivolo! La diversa atmosfera rispecchia la catastrofe che sconvolse il mondo ed aprì un baratro tra la vecchia e la nuova Europa. L'autore de La valse non è più un dilettante in cerca di "occupazioni inutili"... e la partitura non è più una successione di danze, ma un unico grande valzer tragico, ad un tempo nobile e sentimentale"
Nel suo tributo a Ravel, dopo la morte del compositore nel 1937, Paul Landormy descrisse l'opera come "la più inaspettata delle composizioni di Ravel, che ci rivela prima d'ora inaspettati fondali di romanticismo, potere, vigore e rapimento in questo musicista la cui espressione è di solito limitata alle manifestazioni di un genio essenzialmente classico ".

## Organico orchestrale
La partitura, per grande orchestra, è scritta per:
- 3 flauti (3° anche ottavino), 2 oboi, corno inglese, 2 clarinetti (la), clarinetto basso (la), 2 fagotti, controfagotto
- 4 corni (fa), 3 trombe (do), 3 tromboni, tuba
- timpani, grancassa, rullante, piatti, triangolo, tamburello, tam-tam, crotali, güiro, glockenspiel, nacchere
- 2 arpe, archi

## Trascrizioni
Oltre all'arrangiamento per due pianoforti, che fu per la prima volta eseguito pubblicamente da Ravel e Alfredo Casella, Ravel aveva già scritto quest'opera per un solo pianoforte. La versione per pianoforte solista viene eseguita raramente a causa della sua difficoltà. Lucien Garban ne fece una trascrizione per pianoforte a quattro mani nel 1920.; egli aveva precedentemente trascritto Le tombeau de Couperin di Ravel nel 1919 in modo simile. Il pianista François-Joël Thiollier, conoscendo bene il brano eseguendolo molto spesso, ha fatto delle aggiunte alla partitura prendendo spunto dalla versione orchestrale. Glenn Gould, che invece raramente suonava la musica di Ravel, ritenne la partitura de La valse piuttosto mediocre e ne fece un proprio arrangiamento molto virtuosistico nel 1975, trascrizione mai pubblicata.
Nel 2008 Andrey Kasparov produsse una nuova edizione di La valse per pianoforte a quattro mani, con lo spartito originale di Ravel distribuito in modo più efficace tra i due interpreti. Sean Chen registrò il proprio arrangiamento con l'etichetta Steinway & Sons nel 2014.
Nel 2005 il brano fu trascritto per il Symphonic Wind Ensemble da Don Patterson, per la United States Marine Band e fu registrato sull'album Symphonic Dances, diretto da Michael J. Colburn.

## Realizzazioni coreografiche
Ravel descrisse La valse con la seguente prefazione alla partitura:
La prima realizzazione di La valse come balletto fu nel 1929 con la compagnia di Ida Rubinštejn e la coreografia di Bronislava Nižinskaja. Il balletto, in un atto, si avvalse delle scene e dei costumi di Alexandre Benois; la prima rappresentazione avvenne a Montecarlo il 12 gennaio 1929 e replicata all'Opéra di Parigi il 23 maggio con la direzione orchestrale di Gustave Cloëz. Gli interpreti furono Ida Rubinštejn e Anatole Vilzak

Argomento. L'ambientazione è durante il Secondo Impero francese. Lo scenario è costituito da una grande sala da ballo quasi deserta, vi sono solo alcune dame sedute su un divano che ben presto si alzano e iniziano a danzare a tempo di valzer. Da un secondo salone, che si intravede sul fondo, entrano altre danzatrici in eleganti abiti accompagnate da giovani ufficiali in divisa. Iniziano quindi tutti a ballare, a coppie e a piccoli gruppi, realizzando una grande coreografia.
Il ballerino e coreografo Michel Fokine realizzò poi una sua versione, sempre per la compagnia di Ida Rubinštejn, nel 1931.
Léonide Massine si cimentò anch'egli con La valse realizzando una nuova rappresentazione al Théâtre national de l'Opéra-Comique il 17 maggio 1950.
La versione più famosa è comunque quella di George Balanchine che con il New York City Ballet mise in scena La valse il 20 febbraio 1951; le scene e i costumi furoni di Barbara Karinska, le luci di Jean Rosenthal, interpreti principali Tanaquil Le Clercq, Nicholas Magallanes, Francisco Moncion. Questa versione utilizzava, come introduzione, anche brani tratti dai Valses nobles et sentimentales dello stesso Ravel.
Anche Frederick Ashton creò la sua versione nel febbraio 1958 al Teatro alla Scala con Vera Colombo e Mario Pistoni interpreti principali; la coreografia fu ripresa al Covent Garden di Londra il 10 marzo 1959 per il Royal Ballet. Alla première, Francis Poulenc si complimentò con Ashton per quella che pensava fosse la prima interpretazione riuscita delle vere intenzioni di Ravel per quella musica.